# Tituly a vyznamenání Evžena Švédského

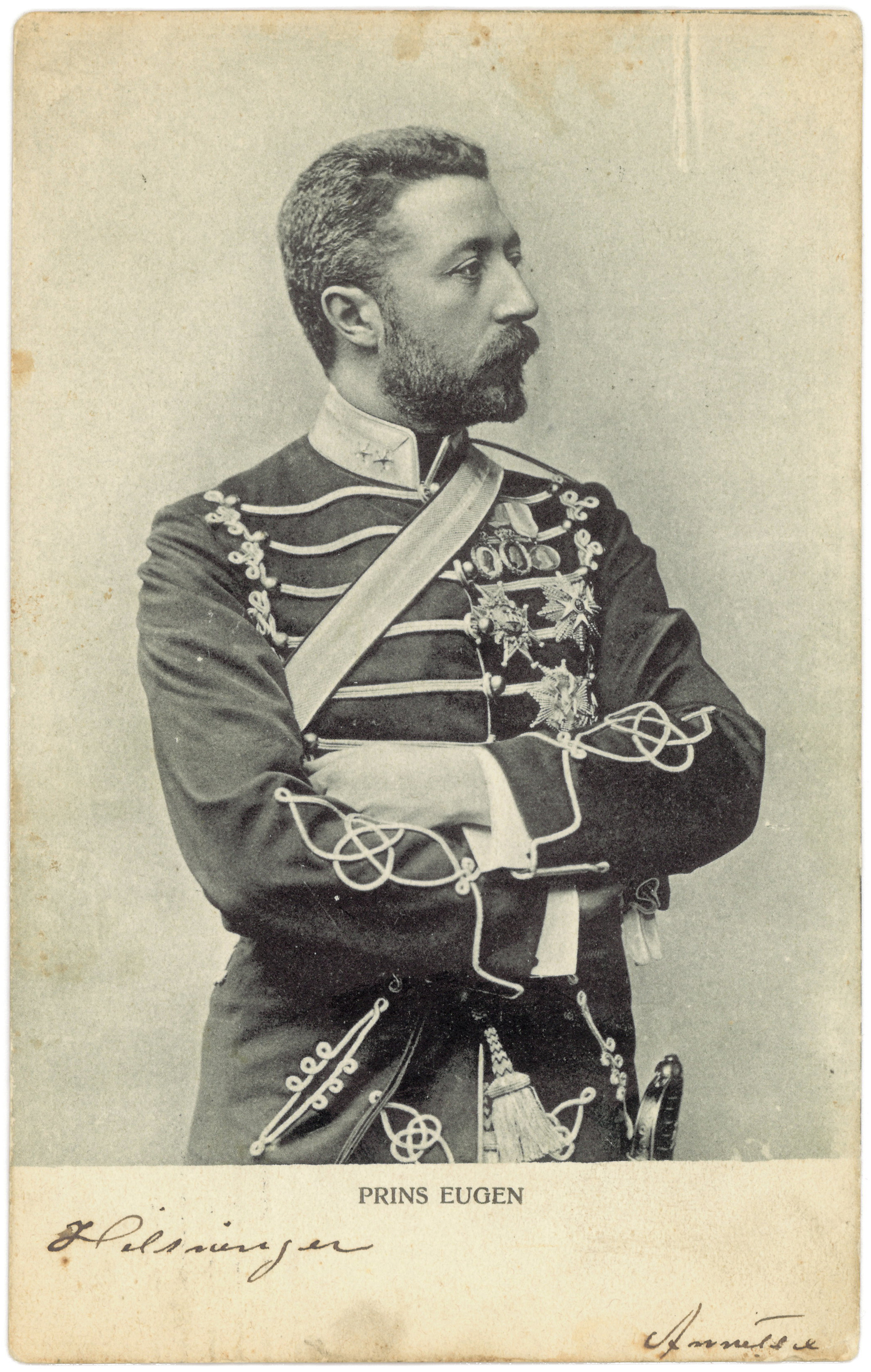
Princ Evžen Švédský v uniformě zdobené vyznamenáními

Princ Evžen Švédský obdržel během svého života řadu švédských i zahraničních vyznamenání.

## Tituly
- 1. srpna 1865 – 26. října 1905: Jeho královská Výsost princ Evžen Švédský a Norský, vévoda z Närke
- 26. října 1905 – 17. srpna 1947: Jeho královská Výsost princ Evžen Švédský, vévoda z Närke

Úplný titul prince Evžena byl Jeho královská Výsost Evžen Napoleon Nikolas, švédský dědičný princ, vévoda z Närke.

Erb prince švédského a norského, vévody z Närke užívaný v letech 1865 až 1905
Erb prince švédského a vévody z Närke užívaný v letech 1905 až 1947
Královský monogram prince Evžena Švédského

## Vyznamenání

Erb prince Evžena Švédského jakožto rytíře Řádu zlatého rouna

### Švédská vyznamenání
- rytíř  Řádu Serafínů – od narození[1]
- rytíř Královského řádu Karla XIII. – od narození[1]
- komtur velkokříže Řádu meče – od narození[1]
- komtur velkokříže Řádu polární hvězdy – od narození[1]
- komtur velkokříže Řádu Vasova – 15. května 1897[3]
- Pamětní medaile stříbrného jubilea krále Oskara II. – 1897[1]
- Pamětní medaile stříbrné svatby korunního prince Gustava a korunní princezny Viktorie – 1906[1]
- Pamětní medaile zlaté svatby krále Oskara II. a královny Sofie – 1907[1]
- Pamětní medaile jubilea krále Gustava V. – 25. května 1928[1]
- rytíř Řádu norského lva – Švédsko/Norsko, 21. ledna 1904 – udělil král Oskar II.[4]

### Zahraniční vyznamenání
- Bádenské velkovévodství
  -  rytíř Domácího řádu věrnosti[5]
  -  rytíř velkokříže Řádu Bertholda I.[5]
  - Pamětní medaile jubilea království – 1902[5][6]
- Belgie
  -  rytíř Řádu Leopolda[5]
- Dánsko
  -  rytíř Řádu slona – 31. srpna 1883[5]
- Finsko
  -  rytíř Řádu bílé růže[1][7]
- Francie
  -  rytíř Řádu čestné legie[5]
- Italské království
  -  rytíř Řádu zvěstování – 1913[5][6]
  -  rytíř velkokříže Řádu svatého Mauricia a svatého Lazara – 1913
  -  rytíř velkokříže Řádu italské koruny – 1913
- Lotyšsko
  -  rytíř Řádu tří hvězd[7]
- Monako
  -  rytíř Řádu svatého Karla[5]
- Nizozemsko
  -  rytíř Řádu nizozemského lva[1][8]
  -  rytíř Nasavského domácího řádu zlatého lva[5]
- Norsko
  -  rytíř velkokříže Řádu svatého Olafa[5]
- Osmanská říše
  -  rytíř I. třídy Řádu Osmanie[5]
- Portugalsko
  -  rytíř Řádu věže a meče[5]
- Pruské království
  -  rytíř Řádu černé orlice[5]
  -  rytíř velkokříže Řádu červené orlice[5]
- Rakousko-Uhersko
  -  rytíř velkokříže Královského uherského řádu svatého Štěpána[5]
- Rumunsko
  -  Řád rumunské hvězdy
- Ruské impérium
  -  rytíř Řádu svatého Ondřeje[5]
  -  rytíř Řádu svatého Alexandra Něvského[5]
  -  rytíř Řádu bílého orla[5]
  -  rytíř I. třídy Řádu svaté Anny[5]
  -  rytíř I. třídy Řádu svatého Stanislava[5]
- Řecko
  -  komtur Řádu Spasitele[8][9]
- Sasko-výmarsko-eisenašské vévodství
  -  rytíř velkokříže Řádu bílého sokola[5]
- Spojené království
  -  čestný člen Královského řádu Viktoriina
- Španělsko
  -  rytíř Řádu zlatého rouna – 15. května 1907[5]
  -  velkokříž s řetězem Řádu Karla III.[5]
- Thajsko
  -  rytíř Řádu Mahá Čakrí – 13. července 1897[5][10]